# CZ 82
CZ 82 (viết tắt của Česká zbrojovka Vz. 82) hay còn gọi là vz.82 hay Makarov Tiệp là một loại súng ngắn của Tiệp Khắc (sau này là Cộng hòa Séc và Slovakia). Loại súng này được sản xuất từ năm 1982, nên được gọi là CZ 82. Phiên bản xuất khẩu CZ-83 được sản xuất từ năm 1983.
CZ 82 là loại súng ngắn dùng đạn 9x18mm Makarov của Liên Xô cũ. Nó là 1 biến thể cải tiến của súng ngắn bán tự động PM Makarov (ở Việt Nam gọi là K-59). CZ 82 được sản xuất nhằm thay thế cho mẫu súng ngắn CZ 52 sản xuất từ năm 1952, sử dụng loại đạn 7,62x25 mm Tokarev cũng của Liên Xô cũ. Phiên bản CZ 52 là biến thể của súng ngắn TT-33 (K54).
Sau khi khối Xã hội chủ nghĩa và Liên Xô ở Đông Âu sụp đổ, từ năm 1999, Cộng hòa Séc tham gia NATO nên họ sửa chữa và sản xuất phiên bản CZ 82 dùng đạn .380 ACP nhằm phù hợp với tiêu chuẩn của khối, còn phiên bản CZ 83 dùng đạn .32 ACP. Sau này, CZ 83 cũng trở thành phiên bản dân sự.
Năm 1993, khi Slovakia độc lập, tách rời khỏi Cộng hòa Séc trong hòa bình, thì CZ 82 và CZ 83 được sản xuất ở cả Cộng hòa Séc và Slovakia.
CZ 83 sử dụng đạn 9x18mm Makarov được xuất khẩu sang Việt Nam vào cuối thập niên 1980 và trang bị cho lực lượng Công an nhân dân Việt Nam từ năm 2008 đến nay.

## Hình ảnh

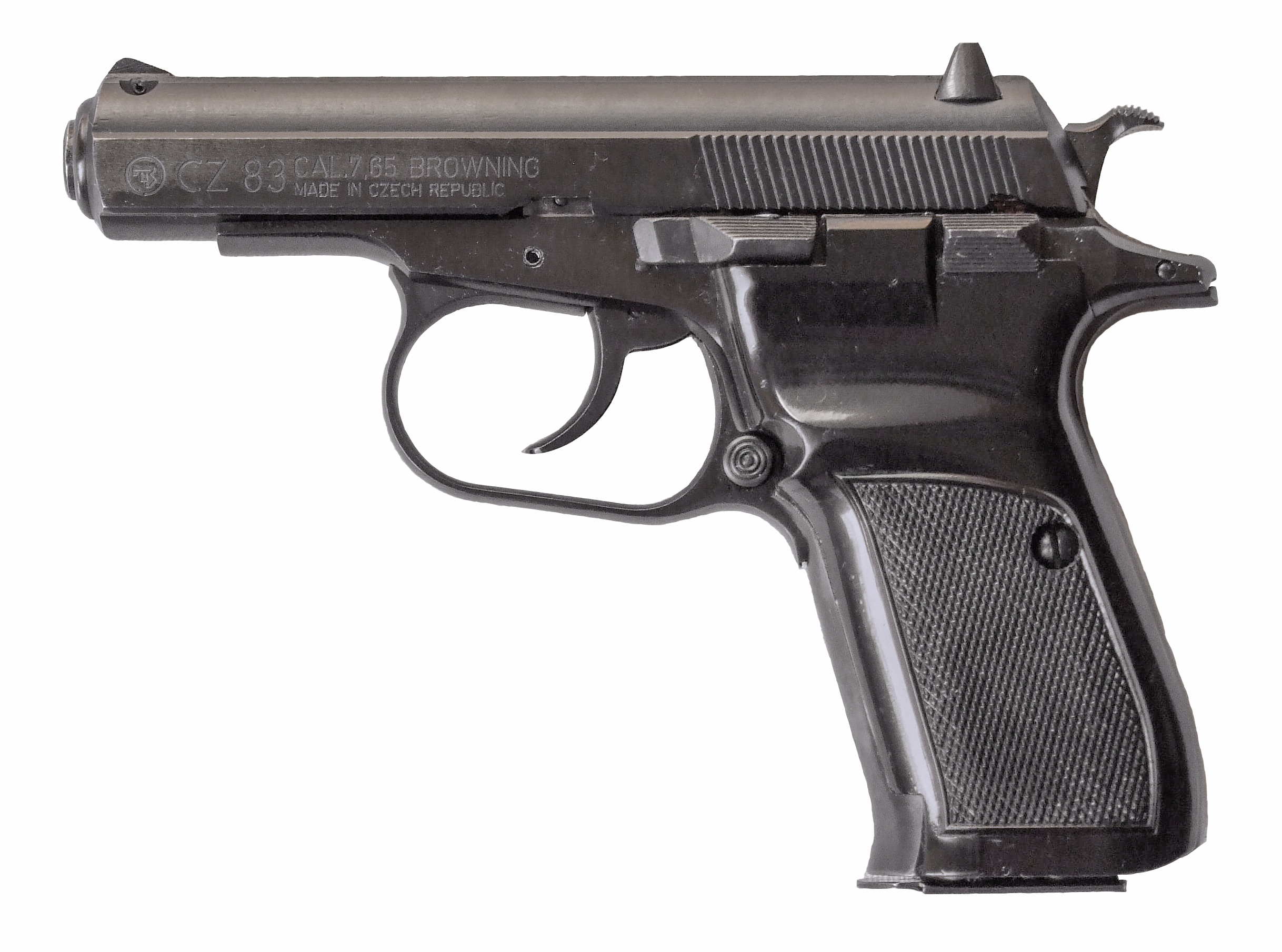
CZ 83 dùng đạn 7.65mm Browning (.32 ACP)
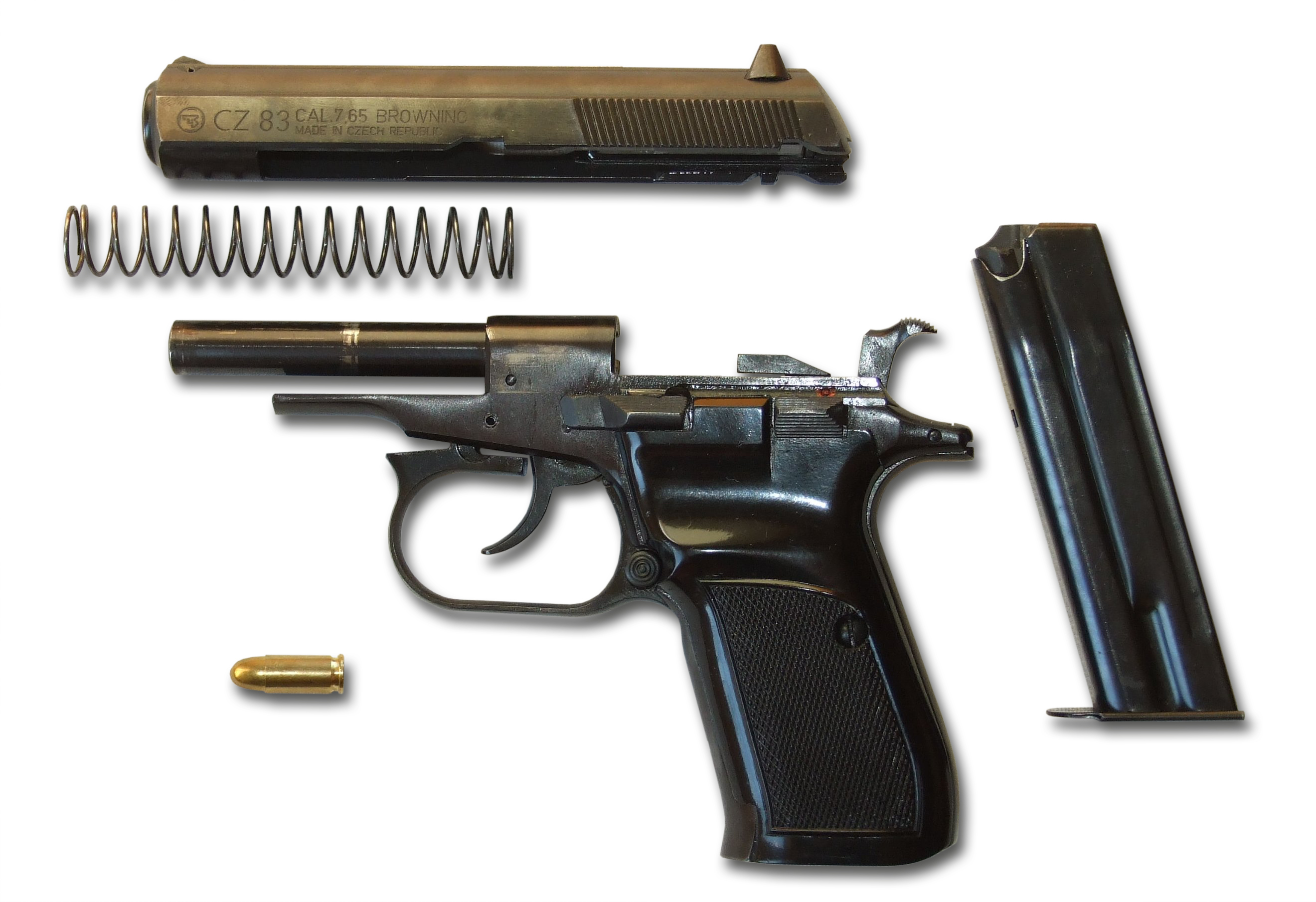
Các bộ phận của CZ 82
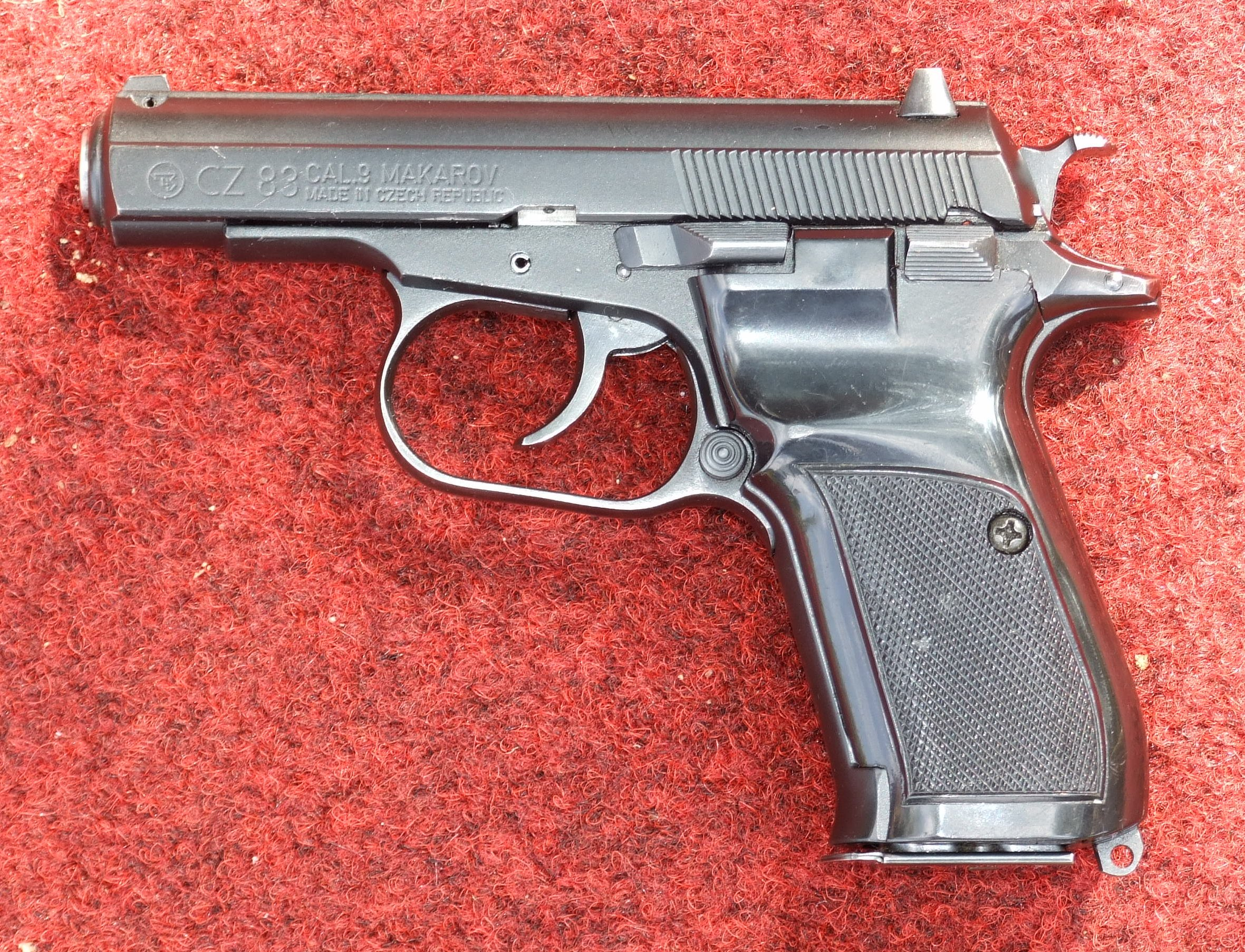
CZ 83 dùng đạn 9x18mm Makarov

## Các quốc gia sử dụng
- Tiệp Khắc
- Cộng hòa Séc
- Slovakia
- Việt Nam Trang bị cho Lực lượng Đặc nhiệm hải quân, Quân đội nhân dân Việt Nam